# Starbucks
Starbucks là một thương hiệu cà phê nổi tiếng trên thế giới. Hãng cà phê Starbucks có trụ sở chính ở Seattle, Washington, Hoa Kỳ; ngoài ra, hãng có hơn 23.000 quán ở 84 quốc gia.

## Lịch sử

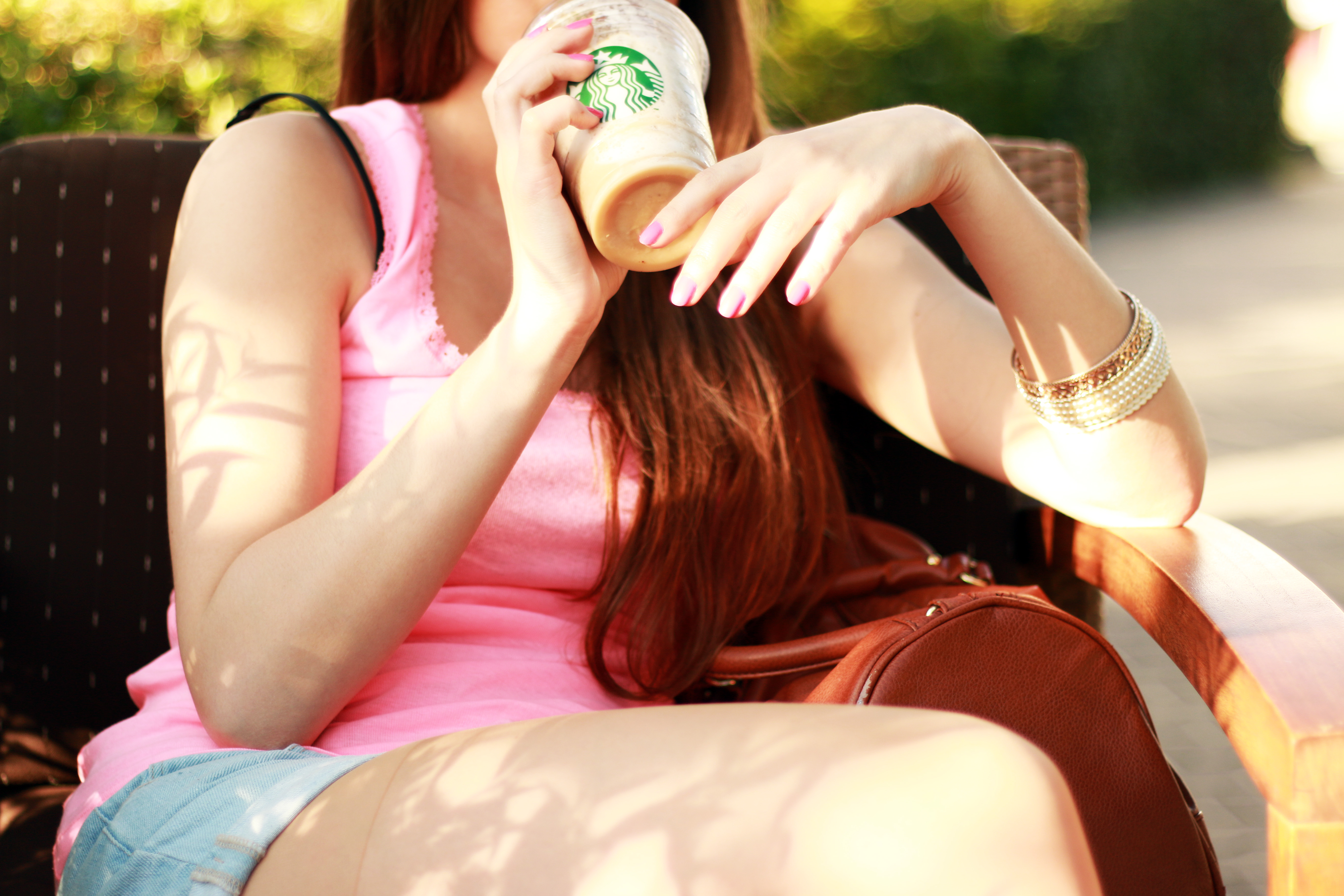
Cà phê Starbucks được dùng thông dụng ở Mỹ

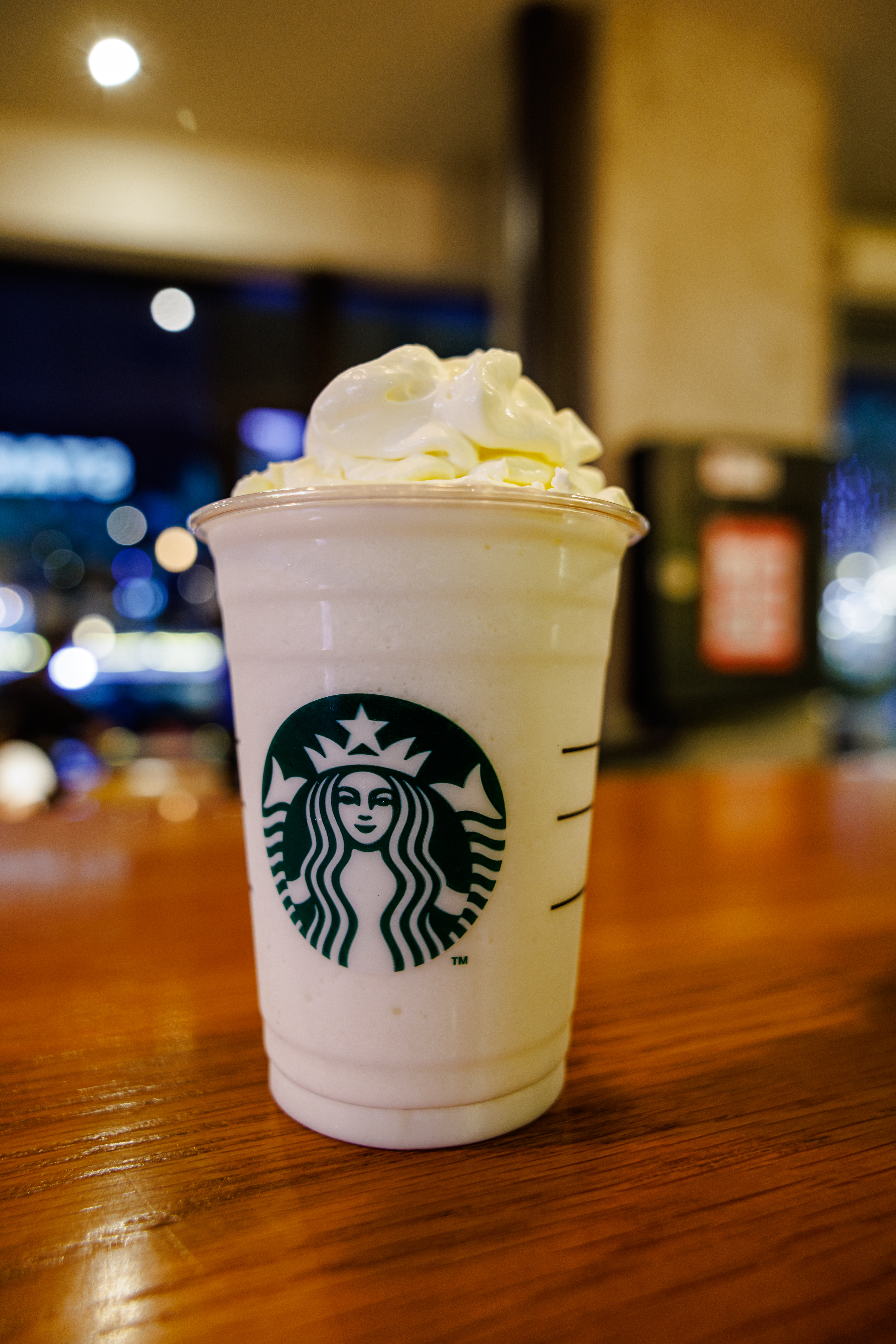
Cốc cà phê Starbucks tại Trung Quốc

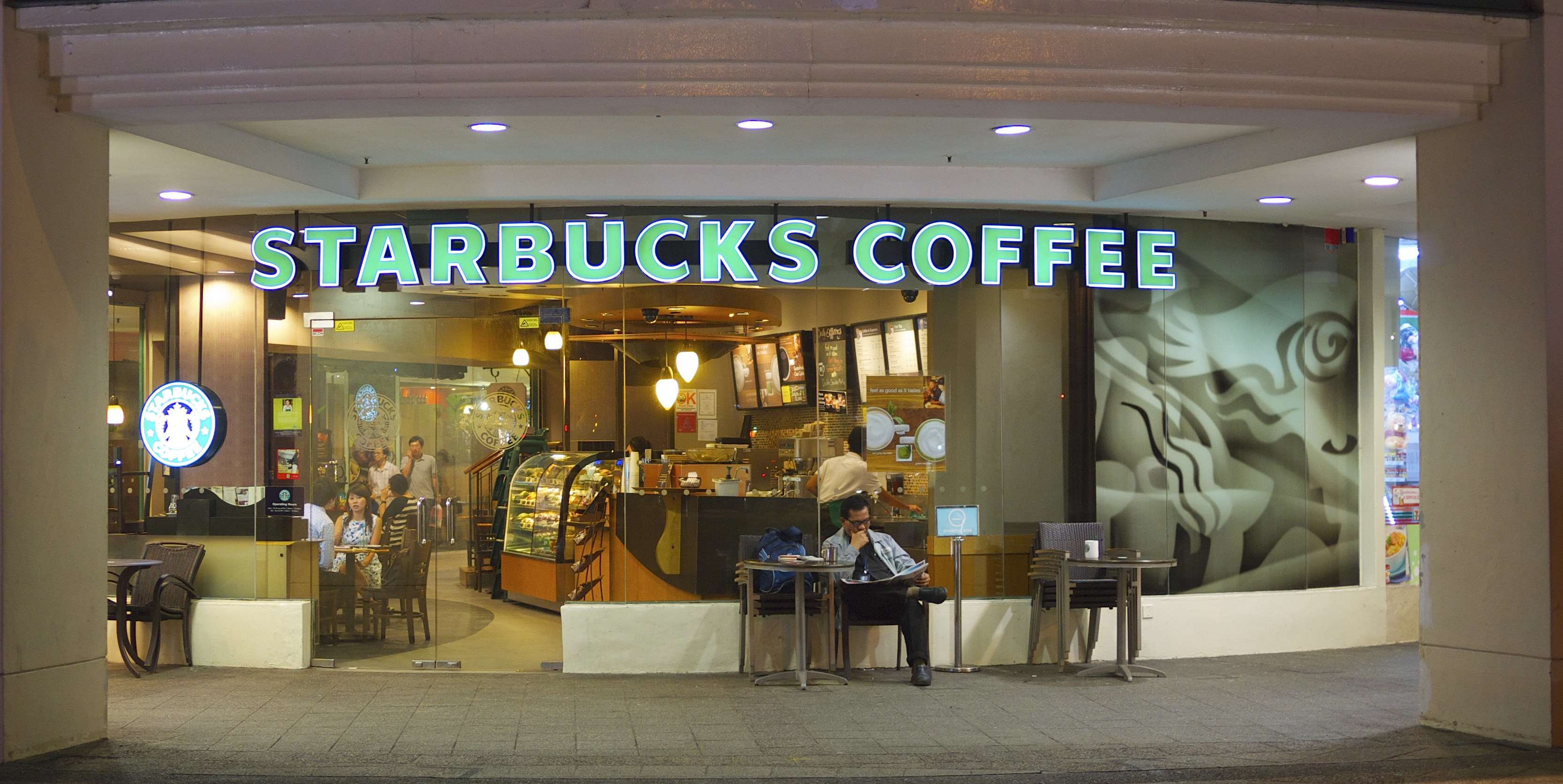
Một cửa hàng của Starbucks

Quán cà phê Starbucks đầu tiên được thành lập tại số 2000 Western Avenue (Seattle, Washington) vào ngày 30 tháng 3 năm 1971 bởi 3 người: Jerry Baldwin, giáo viên tiếng Anh, Zev Siegl, giáo viên lịch sử, và Gordon Bowker, nhà văn. Lấy cảm hứng từ Alfred Peet, người sáng lập hãng Peet's Coffee & Tea, những người chủ sáng lập Starbucks ban đầu mua hạt cà phê xanh từ Peet's. Một thời gian sau, quán chuyển về số 1912 Pike Place, nơi mà bây giờ vẫn còn tồn tại, và họ cũng bắt đầu mua cà phê hạt trực tiếp từ các nông trại.
Bowker nghĩ rằng những từ bắt đầu bằng "st" có cảm giác mạnh mẽ. Các nhà sáng lập bàn bạc tìm một từ bắt đầu với "st'', và cuối cùng chọn được chữ ''Starbo'', tên một thị trấn khai mỏ ở vùng rặng núi Cascade. Từ đây, nhóm nhớ ra Starbuck, tên của một thuyền viên trong quyển Moby Dick. Bowker kể rằng Moby Dick không có ảnh hưởng trực tiếp đến cái tên Starbucks, nó chỉ là một sự đồng âm tình cờ.
Theo một nguồn khác, ban đầu, hãng dự định lấy tên là Pequod, lấy cảm hứng từ tiểu thuyết Moby-Dick. Tuy nhiên, sau khi cái tên bị từ chối bởi một trong những người đồng sáng lập, hãng được đặt tên là Starbuck, một nhân vật trong tiểu thuyết trên.
Howard Schultz gia nhập hãng vào năm 1982 với vai trò Giám đốc hoạt động bán lẻ và tiếp thị. Sau một chuyến đi đến Milan, Ý, ông đã định hướng và đưa ra ý tưởng rằng hãng nên bán cả cà phê hạt cũng như cà phê xay. Các chủ sở hữu từ chối ý tưởng này, tin rằng việc vào kinh doanh đồ uống sẽ làm công ty đi ngược với định hướng của nó. Đối với họ, cà phê là một cái gì đó được chuẩn bị tại gia, nhưng họ đã quyết định giới thiệu với khách hàng những mẫu thử nước uống được chế biến sẵn. Một số là có tiền để được thực hiện bán đồ uống trước khi thực hiện, Schultz bắt đầu chuỗi Il Giornale bar cà phê vào tháng 4 năm 1986.
Năm 1984, các chủ sở hữu ban đầu của Starbucks, dẫn đầu bởi Baldwin, nắm lấy cơ hội mua của Peet (Baldwin vẫn còn hoạt động ở đó). Trong thập niên 1980, Starbucks đã mang đến những quyền lợi tốt nhất cho nhân viên của họ. những nhân viên pha chế bán thời gian không chỉ có bảo hiểm y tế, họ còn có quyền lựa chọn để mua cổ phiếu của công ty. Tuy nhiên, Starbucks cũng là mục tiêu của các vụ biểu tình về các vấn đề như chính sách công bằng thương mại, quan hệ lao động, tác động môi trường, quan điểm chính trị, và các hành vi phản cạnh tranh.